# نقاشی آمیخته

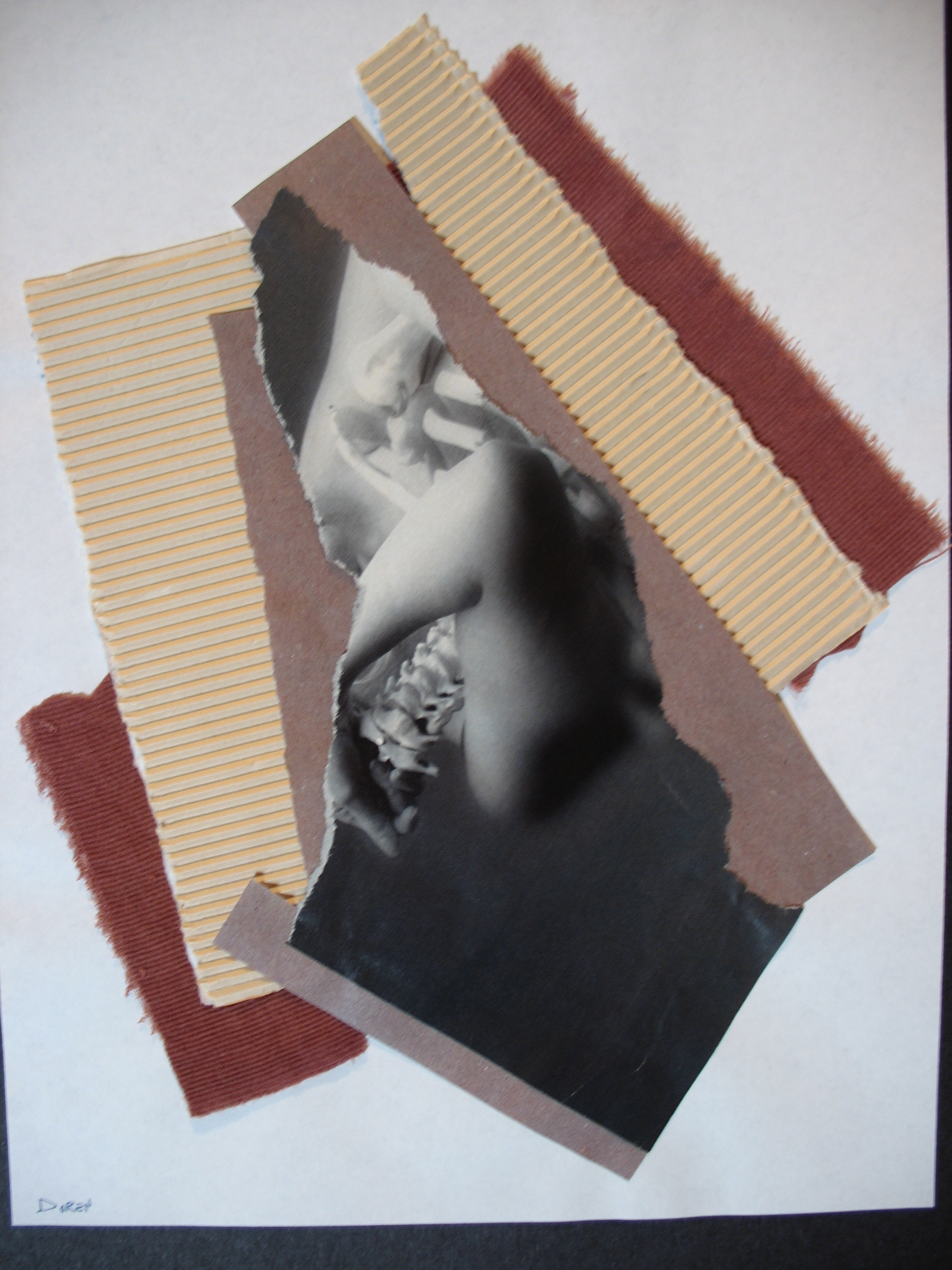
نقاشی آمیخته؛ اثری از دورن رابینز (۲۰۰۰)

در هنرهای بصری، نقاشی آمیخته (به انگلیسی: Mixed media) به گونه‌ای هنر گفته می‌شود که در تولید آن بیش از یک واسطه به کار گرفته شده باشد.
تمایز مهمی میان کارهنری «نقاشی آمیخته» با «هنرهای چندرسانه‌ای» وجود دارد.